# Шахова, Ольга Гавриловна
Ольга Гавриловна Шахова (4 июля 1898, Иваново-Вознесенск — 29 сентября 1965, неизвестно) — советская актриса

 театра и кино.

## Биография
Родилась 4 июля 1898 года в Иваново-Вознесенске Россиийской империи. 
Училась в частной женской гимназии П. А. Диомидовской, которую окончила, после чего пошла в педагогическую деятельность. Несколько лет Шахова руководила дошкольным учреждением Губернского отдела просвещения, затем некоторое время трудилась счетоводом в Губернском статистическом бюро, а также занимала должность руководителя детского дома для дефективных детей. 
Ольгу Гавриловну давно интересовала актёрская деятельность и Шахова поступила в драматический техникум при Иваново-Вознесенском театре, а после его окончания перебралась в Москву. Там она была принята во вспомогательный состав ансамбля «Искусства танца под руководством Веры Майя», параллельно получая знания в Центральном техникуме театрального искусства (будущий ГИТИС),  который окончила в 1928 году. После того, как покинула стены заведения,  Шахова вошла в труппу Московского театра для детей (будущий Центральный детский театр), в котором прослужила до ухода на пенсию в 1958 году. По мимо театральных работ, также снималась в кино.  
Сегодня актрису Ольгу Шахову вряд ли кто вспомнит. За тридцатилетнюю службу в Центральном детском театре она не сыграла ни одной главной роли. В кино появилась в крохотных эпизодах и запомнилась большинству зрителей только как бабушка главной героини в фильме Юлия Райзмана «А если это любовь?». О самой актрисе тоже мало что известно, кроме скупых строчек официальной биографии.Алексей Тремасов, 
Скончалась 29 сентября 1965 года. Похоронена на Долгопрудненском кладбище Московской области.  

## Оценочные мнения
- Со слов киноведа А. Тремасова, с годами, набравшись мастерства, Ольга Шахова играла более интересные и разнохарактерные образы[1].
- Также киновед А. Тремасов поведал о том, что после роли матери Лукерьи Ковровой в фильме «Полюшко-поле» от 1956 года, актриса приглянулась режиссёрам, после чего её стали приглашать на подобные образы. В фильме Ольга Гавриловна сыграла кроткую старушку с простой внешностью[1].

## Фильмография
- 1956 — Полюшко-поле — мать Лукерьи Ковровой
- 1957 — Случай на шахте восемь — старушка с бидоном
- 1959 — Аннушка — хозяйка дома
- 1959 — Баллада о солдате — жительница разрушенного дома
- 1961 — А если это любовь? — Прасковья Ивановна, бабушка Ксении
- 1961 — Девчата — Марья Гавриловна, учительница
- 1962 — Половодье — старушка
- 1965 — Наш дом — старушка